# Метеоритен кратер на Барингер
Кратерът на Барингер е голям метеоритен кратер в пустинята Хийла в Аризона, Съединените американски щати.
Неговият диаметър е 1264 метра, дълбок е около 170 метра, ръбът му е висок 45 м и е най-големият известен метеоритен кратер на Земята. Другите големи кратери от този род са в Мексико, Антарктида, Австралия и Сибир.
Образувал се е преди около 50 хиляди години, през периода на плейстоцена, при падането на желязно-никелов метеорит с диаметър около 50 метра. Кратерът е открит през 1871 г., но първоначално е считан за угаснал вулкан. Пръв геологът и минен инженер Даниел Барингер изказва мнение за метеоритния произход на кратера през 1903 г., доказвайки че скалите около огромната яма не са с вулканичен произход. Той купува земята около кратера и търси доказателства, но не намира късове от метеорита. Хипотезата му остава непотвърдена напълно чак до 1960 г., защото след удара в земната повърхност скалният блок се е пръснал на безброй малки парченца.
Днес кратерът е туристическа атракция. Въпреки научната му стойност той не е защитен и е собственост на наследниците на Барингер. Център за посетители, обслужван от Барингеровата кратерна компания (Barringer Crater Company), е разположен на южния ръб на кратера. Учените използват Барингеровия метеоритен кратер за много изследвания, а поради сходството му с лунните кратери, тук през 60-те години на XX век се обучават космонавтите на САЩ.